# Boling (Texas)
Boling est une census-designated place située dans le comté de Wharton, dans l’État du Texas, aux États-Unis. Sa population s’élevait à 1 122 habitants lors du recensement de 2000.